# Cemaga Selatan
Cemaga Selatan is een bestuurslaag in het regentschap Natuna van de provincie Riau-archipel, Indonesië. Cemaga Selatan telt 740 inwoners (volkstelling 2010).